# Ясненский район
Я́сненский райо́н — административно-территориальная единица (район) в Оренбургской области России.
В рамках организации местного самоуправления, в его границах вместе с городом Ясный выделяется единое муниципальное образование Ясненский городской округ,  образованное вместо упразднённого одноимённого муниципального района.
Административный центр — город Ясный (в составе района не выделяется).

## География
Район (городской округ) расположен на юго-востоке Оренбургской области, на юге граничит с Казахстаном. Внутри территории городского округа располагается ЗАТО Посёлок Комаровский.

## История
Ясненский район был образован 4 декабря 1979 года с центром в городе Ясном за счёт территорий Адамовского, Домбаровского и Светлинского районов.
С 1 января 2006 до 1 января 2016 года в Ясненском муниципальном районе выделялось 17 муниципальных образований, в том числе 1 городское (город Ясный) и 6 сельских поселений (сельсоветов).
С 1 января 2016 года в соответствии с Законом Оренбургской области № 3027/832-V-ОЗ от 06.03.2015 муниципальное образование Ясненский район и все входящие в него городское и сельские поселения преобразованы путём объединения в муниципальное образование Ясненский городской округ.
Ясненский район как административно-территориальная единица сохраняет свой статус.

## Население
Район (сельское население)
| 2002  | 2003  | 2004  | 2009  | 2010  | 2012  | 2013  | 2014  | 2015  |
| ----- | ----- | ----- | ----- | ----- | ----- | ----- | ----- | ----- |
| 7440  | ↘7400 | ↘7200 | ↘6559 | ↘5043 | ↘4809 | ↘4502 | ↘4239 | ↘4130 |
| 2016  | 2017  | 2018  | 2019  | 2020  | 2021  |       |       |       |
| ↘4098 | ↘3962 | ↘3783 | ↘3612 | ↘3414 | ↘3251 |       |       |       |

### Национальный состав
По Всероссийской переписи населения 2010 года
| Национальность  | Численность населения, чел. | Доля от населения |
| --------------- | --------------------------- | ----------------- |
| Казахи          | 2820                        | 56,1              |
| Русские         | 1358                        | 27,0              |
| Украинцы        | 343                         | 6,8               |
| Татары          | 124                         | 2,5               |
| Прочие нации    | 398                         | 7,6               |
| Итого по району | 5043                        | 100,00            |

## Территориальное устройство
Ясненский район включает 6 сельсоветов (которые в 2006—2016 гг. составляли одноимённые муниципальные образования): 
| № | Сельсовет              | Административный центр | Количество населённых пунктов | Население |
| - | ---------------------- | ---------------------- | ----------------------------- | --------- |
| 1 | Акжарский сельсовет    | село Акжарское         | 4                             | 647       |
| 2 | Веселовский сельсовет  | посёлок Веселовский    | 2                             | 444       |
| 3 | Еленовский сельсовет   | село Еленовка          | 4                             | 999       |
| 4 | Комаровский сельсовет  | посёлок Комарово       | 3                             | 926       |
| 5 | Кумакский сельсовет    | посёлок Кумак          | 1                             | 282       |
| 6 | Новосельский сельсовет | посёлок Новосельский   | 3                             | 832       |

## Населённые пункты
В состав района входят 17 сельских населённых пунктов (г. Ясный в состав района не входит).
| №  | Населённый пункт | Тип     | Население |
| -- | ---------------- | ------- | --------- |
| 1  | Акжарское        | село    | 542       |
| 2  | Аласай           | посёлок | 20        |
| 3  | Алимбай          | посёлок | 14        |
| 4  | Верхний Киембай  | село    | 76        |
| 5  | Веселовский      | посёлок | 499       |
| 6  | Еленовка         | село    | 788       |
| 7  | Каракульский     | посёлок | 138       |
| 8  | Керуембай        | село    | 170       |
| 9  | Комарово         | посёлок | 884       |
| 10 | Котансу          | село    | 144       |
| 11 | Кумак            | посёлок | ↘282      |
| 12 | Новосельский     | посёлок | 993       |
| 13 | Ореховка         | село    | 72        |
| 14 | Рассвет          | посёлок | 69        |
| 15 | Речной           | посёлок | 56        |
| 16 | Садовый          | посёлок | 81        |
| 17 | Тыкаша           | село    | 196       |

Упраздненные населенные пункты
13 ноября 1997 года был упразднен поселок Утес.
В состав городского округа входят 18 населённых пунктов, в том числе 1 город и 17 сельских населённых пунктов:

## Экономика
Ясненский городской округ — преимущественно сельскохозяйственный, специализация — зерно и шерсть.
В промышленности занято около 40 % работающего населения, основные предприятия: «Керамос» и «Кумакское».

## Военный полигон
В Ясненском городском округе находится военный полигон «Ясный» (используемый ныне как космодром для запуска КА по программе «Днепр»), а также посёлок (ЗАТО) Комаровский и военный аэродром «Ясный».